# La Savoye
La Savoye est un long poème de Jacques Peletier du Mans publié en 1572 à Annecy, chez Jacques Bertrand, dédié à la duchesse Marguerite, protectrice des Arts et des lettres mais surtout à la Savoie.
Le poème décrit ses richesses naturelles (plantes médicinales, poissons des lacs, fromages de montagne, géographie montagnarde, mais aussi les abîmes, glaciers et les avalanches) et la vie de sa population (en particulier Bessans, Bonneval-sur-Arc et Saint-Jean-de-Maurienne), sa simplicité de vie et de son ingéniosité. L'équilibre heureux qu'il a su trouver entre la dureté de la nature qui reste sauvage et les maux de la civilisation pervertie par l'ambition et l'envie, annonçant déjà Jean-Jacques Rousseau.
En traversant la Savoie, Jacques Peletier du Mans retrouve le poète savoisien, Marc-Claude de Buttet, qu'il a connu autrefois comme élève, lorsqu'il était professeur au collège de Bayeux, à Paris. Dans son poème La Savoye, il loue à Chambéry « Le bien disant Buttet qui en naquit, à qui en touche et l'honneur et l'acquit… ».
Faisant une allusion à La Savoye, dans son Amalthée de 1575, Buttet répondit d'un ton également admiratif en comparant Peletier à Orphée. Peletier fut reçu dans le cercle littéraire de Buttet à Chambéry et à Tresserve, comprenant les frères Lambert, Antoine Baptendier, Amé du Coudray et Jean de Piochet. Il y fait allusion dans le poème La Savoye.

## Éditions
- La Savoye, Annecy, J. Bertrand, 1572 lire en ligne sur Gallica
- La Savoye, par Jacques Peletier du Mans, réimpression textuelle de l'édition de 1572. Notice sur la vie et les œuvres de Peletier, par Charles Pagès, Moutiers-Tarentaise, F. Ducloz, 1897 lire en ligne sur Gallica